# 虛幻的瘋狂
《虛幻的瘋狂》（英語：Virtual Insanity）是英國放克樂隊傑米羅奎的一首歌曲，於1996年8月19日作為他們的第三張錄音專輯《不動而行》的第二支單曲發行。該歌曲插入喬絲琳·布朗的後迪斯可經典作品《有人的男人》（1984年）的部分旋律，並於1996年9月發行了屢獲殊榮的音樂錄影帶。
隨後，《虛幻的瘋狂》在冰島成為冠軍單曲，在英國單曲排行榜上排名第三。該歌曲除成為芬蘭、愛爾蘭和義大利的前十大熱門歌曲外，該歌曲還於1997年在美國單曲發行後攀升至Billboard現代搖滾榜排名第38位。該歌曲還使樂隊獲得了格萊美獎最佳流行音樂演唱組合獎。

## 靈感
這首歌的歌詞靈感來自於該樂團在日本北部城市巡演時，在街道上漫步獲得的靈感，當時他們前往了一處地下街 ：「周圍的一切都被雪覆蓋，沒有任何人。但當我們走向那些通向整個地下城的樓梯後...到處都充滿著日本街頭的色彩和噪音，那裡擠滿了成千上萬的人群，充滿活力。」（1995年的日本正處於泡沫經濟的高峰，沒有荒廢的商業街）的主題上，當看到這一幕時，凱感到激動，得到了「虛幻的瘋狂」的發想靈感。其中，《虛幻的瘋狂》也歌詞涉及到了人口過多、人类增强、優生學和生態崩潰等社會議題。
關於該樂團受到啟發的城市，凱在1999年的東京巡演中則表示是位於北海道的札幌市（演出日期：1995年2月26日），但在2022年在官方YouTube上回顧時，他則表示應在仙台市（演出日期：1995年2月28日）。值得注意的是，仙台市並沒有一個大規模的地下街，所以該樂隊實際前往的城市應為札幌。
單曲的第一個B面曲目，是與M-Beat合作的歌曲《你知道你從哪裡來嗎》，該歌曲早在1996年之前就發行為單曲。第二個B面曲目是《Bullet》。該歌曲以3秒的打擊樂開始，隨後轉入一個更長、非常壓抑、具有幽闭恐惧效果的引言部分。在這一部分中，可以聽到非常微弱的聲音背景，而旋律也在進展中浮現。
在歌曲的開頭，有一個來自1979年電影《異形》的聲音樣本。這是電影開始時，太空船上螢幕上出現SOS信號時的序列音效。

## 音樂錄影帶
《虛幻的瘋狂》是傑米羅奎最著名的音樂錄影帶。它由英國電影製片人、導演和編劇喬納森·格雷澤執導。在1997年MTV音樂錄影帶大獎中，該歌曲的錄影帶共獲得10項提名，贏得了四個獎項，包括「突破性音樂錄影帶」和「年度最佳音樂錄影帶」。
2006年，《虛幻的瘋狂》被音樂電視網觀眾在一個關於「打破規則的音樂錄影帶」的投票中選為第9名。這首單曲在1997年在美國發行。在1997年的MTV音樂錄影帶大獎上，傑米羅奎演唱了這首歌曲，重現了著名的地板移動概念，並使用了兩個方向相反的移動房間，以提供樂團主唱傑·凱跳舞。

### 內容
這部錄影帶主要由傑米羅奎的主唱傑·凱在一個明亮的白色房間裡跳舞並表演著這首歌曲。房間只有幾組沙發和椅子，同時也是空間內唯一的傢俱。該影片以特殊效果而聞名，其中，地板和傢俱將隨著歌曲而開始移動，但房間的牆壁及其他部分保持不變。在一些場景中，攝影機將會上下傾斜幾秒鐘，向觀眾展示空間的地板或天花板，當它回到中央位置時，場景卻完全改變。同時，在畫面中不時有著烏鴉飛過房間的鏡頭、蟑螂在地板上攀爬、流著血液的沙發，傑米羅奎其他成員在走廊上被風吹走的情景。
這是傑米羅奎發行的第二支，成功透過完整合成拍攝的音樂錄影帶，第一支則是1993年的《太空牛仔（歌曲）》。在一部製作紀錄片中，導演格雷澤澤描述了如何讓牆壁在一個毫無細節的靜止灰色地板上移動，從而使地板上的物體看起來像在移動的特殊效果。2021年9月，一部4K解析度重新製作版本的影片在YouTube上首映，以宣傳《不動而行》的全新黑膠唱片發行 。
除了在MTV和其他音樂電視網絡上大量播放外，截至2023年3月，《虛幻的瘋狂》的錄影帶在YouTube上已經累積了2.24億觀看次數。

### 構想
在製作《虛幻的瘋狂》音樂錄影帶之前，凱傳達了他最初的想法給辦公室，表示想要創造怎樣的影片。接著，凱的經紀人在酒吧裡找來了導演格雷澤進行協商。在1990年代的一次採訪中，凱表示他從幾位製作人當中選擇了與自己形象最相似的導演，但在2022年，有消息說是在酒吧中進行協商的。
凱最初的想法，是在一個可以移動地板的空間中進行演唱。由於在兩年前製作的《太空牛仔》音樂錄影帶均以固定攝像機環繞凱跳舞的方式進行的，由於受到好評，因此在《虛幻的瘋狂》中想要擴大這種感覺。
格雷澤的劇本是想利用水壓來移動像正立方體一樣的無機質空間。然而，透過這種形式移動需要花費28萬英鎊的預算，而且拍攝一首歌需要的拍攝成本也太高了，所以在工作人員和意見會議的討論中，有一名工作人員提出不需要移動地板，而是移動牆壁的想法，格雷澤採納了這個想法，並開始進行準備。
在拍攝前一天，格雷澤給凱打電話，告訴他打算移動牆壁而不是地板。凱覺得有些驚訝，但由於拍攝已經是第二天了，所以沒有問題也沒有進一步討論，就掛了電話。

### 攝影
1996年8月12日，《虛幻的瘋狂》開始進行拍攝。由於凱的行程非常忙碌，只有一天的時間進行拍攝。現場有可移動的三邊牆和設在第四邊的攝像機，共有30名工作人員手動推動牆壁移動（在90年代的採訪中，多次說明有30人，但在2022年則說是50人）。拍攝現場上貼著東、西、南、北的標誌，播放著《虛幻的瘋狂》歌曲。導演按時機喊著「快速向東」、「慢慢向西北」、「停止」等大聲指示以進行拍攝。雖然歌曲還能在背景聽到，但導演的聲響和移動牆壁所發出的噪音反而比播映地的歌曲更大聲。
拍攝現場放置的沙發可以固定或拆卸在牆上，並非直接移動。例如，在移動時首先解開固定在牆上的沙發螺絲，將沙發放下，然後移動牆壁，或者反過來將牆壁移動到遠處的沙發旁，一旦接觸就快速固定螺絲，同時移動沙發和牆壁，直到拍攝完成。在一個場景的拍攝過程中，沙發可以被裝上或拆下，以進行間接移動的拍攝。
一開始，凱並不清楚製作團隊的用意，也不知道發生了什麼事情，只是在攝影機前踩踏了2到3分鐘。但是在看了測試錄影後，他很快就理解了意圖，並從那時起在那個空間即興跳舞。由於他跳舞時物體也隨即進行移動，他本人曾對次表示在空間內跳舞感覺有點頭暈。
影片中總共有四個鏡頭拍攝著凱獨自一人跳舞的場景，另外還有一個鏡頭是拍攝所有的樂團成員出場的場景。在現場有一位成員穿著深藍色和淺藍色兩件抓絨衣服，但是當拍攝最後一個場景時，他們錯誤地讓凱穿上了淺藍色的衣服，導致影片連貫性不佳。因此，他們停止拍攝，重新讓凱穿上深藍色的衣服進行重拍。
由於地板上的血液是採用一種特殊的液體製作而成，無法輕鬆用拖把等方式擦拭乾淨，因此製作團隊選擇保留現場的血液並繼續拍攝。因此，最後一個場景並不是凱身後流血的鏡頭，而是當鏡頭切換到凱時，現場已經有一些血液了，同時也有更多的血液配合重新拍攝時持續流出。

### 關係者
導演格雷澤表示，該錄影帶的成功在於凱的舞蹈天賦超越了最初想像的劇本，最終使錄影帶成為一部出色的作品。在此前，凱已經在《太空牛仔》展示了精湛的霹雳舞技巧，但在這個音樂錄影帶中，凱展示了一種獨特的舞蹈，介於霹靂舞和默劇之間，進行快速移動、停頓，技巧運用得當的安排。
凱始終考慮觀眾會不會享受作為娛樂的內容，自己會看起來怎麼樣，並且一直保持著這種表演感，在錄影帶的拍攝中，他也仔細考慮瞭如何在空間中展示自己的形象，並因而進行舞蹈表演。

## 評價
《虛幻的瘋狂》得到了音樂評論家的好評。蘇格蘭報紙《阿伯丁新聞報》認為這首歌曲「很酷，但歌詞陳詞濫調」。 《相冊主義》（Albumism）的賈斯汀·查德威克（Justin Chadwick）寫道：「中速、以鋼琴為主的節奏使歌手哀嘆技術的氾濫，犧牲了人類的聯繫和對我們星球的保護，最好的例證是歌曲副歌的歌詞：『總是被我們對無用的、扭曲的、新科技的熱愛所支配/哦，現在沒有聲音-因為我們都住在地下』。」，查德威克補充道：「雖然當時的歌曲本身，反映了傑米羅奎更成熟和完善的階段，但是隨之發布的錄影帶卻成為了該樂隊轉型的重要時刻。」
《告示牌》的拉里·弗里克（Larry Flick）形容為「蠕動的」及「放了很多節奏感的靈魂樂」。《利物浦迴聲報》的一位評論員則表示：「如果你停止跳舞，聽一下歌詞，你就會看到主唱傑·凱的全新一面。」
《音樂周刊》評價該歌曲給予該歌曲四顆星（滿分為五分），並對此寫道：「從它簡單的鋼琴開場開始，這首美妙、製作精良的歌曲沒有錯過任何的一分一秒。再次證明傑·凱在音樂上越來越成熟。」，《新音乐快递》的泰德·科斯勒（Ted Kessler）稱其為一顆『苦澀的』寶石和一首『不錯』的單曲。《觀察家報》的山姆·泰勒（Sam Taylor）評論該歌曲為「豪不費力的派頭」。 《沙龍》的愛登·維齊里（Aidin Viziri）表示：「歌手保持著無拘無束的熱情，以探索現代生活的混亂」。

## 流行文化
《虛幻的瘋狂》的音樂錄影帶已被多個音樂錄影帶和電視節目進行了模仿和惡搞; 包括奧斯汀·瑪宏和皮普在他們2014年單曲《Mmm Yeah》音樂錄影帶中從中獲得了靈感，該歌曲也是美國搖滾樂隊Fidlar2015年的單曲《40oz. on Repeat》的許多歌曲之一的惡搞對象。其他值得注意的惡搞包括《蓋酷家庭》第14季《被騙的美國佬》（Scammed Yankees）的惡搞片段，同時也是《机器鸡》2021年其中一集的惡搞對象。
這部音樂錄影帶還啟發了一款名為《傑米羅奎遊戲》（Jamiroquai Game）的電子遊戲，玩家必須要操控傑·凱，避免他撞到場景中的各種物體，類似於影片的視覺效果。WaveGroup和DJ TK-ST曾合作製作《虛幻的瘋狂》的封面混音版，出現在2006年的音樂遊戲《狂热节拍IIDX》中。
在2021年，日本時裝設計師渡邊淳彌與傑·凱合作推出了F/W22系列。

## 獎項
| 年份   | 名稱                    | 獎項                                                         | 結果 |
| ------ | ----------------------- | ------------------------------------------------------------ | ---- |
| 1997年 | 1997年MTV音樂錄影帶大獎 | 年度最佳錄影帶                                               | 獲獎 |
| 1997年 | 1997年MTV音樂錄影帶大獎 | 最佳新人                                                     | 提名 |
| 1997年 | 1997年MTV音樂錄影帶大獎 | 突破性影像                                                   | 獲獎 |
| 1997年 | 1997年MTV音樂錄影帶大獎 | 最佳導演 （導演：喬納森·格雷澤）                             | 提名 |
| 1997年 | 1997年MTV音樂錄影帶大獎 | 最佳編舞 （編舞：Jason Kay）                                 | 提名 |
| 1997年 | 1997年MTV音樂錄影帶大獎 | 最佳視覺效果 （視覺效果：Jonathan Glazer 和 Sean Broughton） | 獲獎 |
| 1997年 | 1997年MTV音樂錄影帶大獎 | 最佳藝術指導 （藝術總監：John Bramble）                      | 提名 |
| 1997年 | 1997年MTV音樂錄影帶大獎 | 最佳剪輯 （剪輯：Jonathan Glazer 和 John McManus）           | 提名 |
| 1997年 | 1997年MTV音樂錄影帶大獎 | 最佳攝影 （攝影師：Stephen Keith-Roach）                     | 獲獎 |
| 1997年 | 1997年MTV音樂錄影帶大獎 | MTV 歐洲國際觀眾選擇獎                                       | 提名 |

## 音軌列表
| - 英國CD1和澳洲CD單曲 1. "虛幻的瘋狂" – 4:04 2. "你知道你從哪裡來嗎" (original mix) – 4:59 3. "Bullet" – 4:19 4. "虛幻的瘋狂" (專輯版本) – 5:40 - 英國CD2 1. "虛幻的瘋狂" – 4:04 2. "太空牛仔" (經典版本) – 4:01 3. "地球上的緊急情況" (London Rican Mix) – 7:10 4. "你知道你從哪裡來嗎" – 4:59 | - 英國卡帶單曲 1. "虛幻的瘋狂" – 4:04 2. "虛幻的瘋狂" (專輯版本) – 5:40 3. "虛幻的瘋狂" (Unreality Mix) – 3:54 - 歐洲CD單曲 1. "虛幻的瘋狂" – 4:04 2. "你知道你從哪裡來嗎" (original mix) – 4:59 |

## 排行榜
| 排行榜 (1996–1997年)                  | 排名 |
| ------------------------------------- | ---- |
| 澳洲 (ARIA)                           | 75   |
| 比利时佛兰德（Ultratip榜外單曲榜）    | 15   |
| 比利时瓦隆（Ultratop五十强单曲榜）    | 15   |
| 加拿大（《RPM》热门单曲榜）           | 64   |
| Europe (Eurochart Hot 100)            | 8    |
| 芬兰（芬蘭官方單曲榜）                | 7    |
| 法国（法國唱片出版業公會單曲榜）      | 16   |
| 德国（德國官方單曲榜）                | 63   |
| 冰島 (Íslenski listinn                | 1    |
| 愛爾蘭（愛爾蘭唱片音樂協會单曲榜）    | 7    |
| 義大利(Musica e dischi)               | 5    |
| 荷蘭 (荷蘭四十強單曲榜)               | 9    |
| 荷蘭 (荷蘭百大單曲榜)                 | 7    |
| 蘇格蘭（官方榜单公司單曲榜）          | 4    |
| 瑞典（瑞典最熱榜）                    | 32   |
| 瑞士（瑞士热门音乐榜）                | 19   |
| 英國（官方榜单公司單曲榜）            | 3    |
| 英國（官方榜单公司節奏藍調榜）        | 1    |
| 美國（《告示牌》Adult Pop Airplay）   | 37   |
| 美國（《告示牌》Alternative Airplay） | 38   |
| 美國（《告示牌》Dance Club Songs）    | 34   |
| 美國（《告示牌》Pop Airplay）         | 39   |

| 排行榜(2012年)        | 排名 |
| --------------------- | ---- |
| 日本（Japan Hot 100） | 91   |

| 排行榜 (1996年)                 | 排名 |
| ------------------------------- | ---- |
| 比利時 (Ultratop 50 Wallonia)   | 81   |
| 歐洲 (Eurochart Hot 100)        | 84   |
| 法國 (SNEP)                     | 70   |
| 冰島 (Íslenski Listinn Topp 40) | 5    |
| 英國 (OCC)                      | 39   |